# Les Craft
Leslie Dee "Les" Craft (nacido el 2 de septiembre de 1960 en Bozeman, Colorado) es un exjugador de baloncesto estadounidense. Con 2.08 metros de estatura, jugaba en la posición de pívot. 